# Djurgårdens IF Fotboll 1918
Djurgårdens IF Fotboll, spelade i Fyrkantsserien 1918. Man blev 4:a i serien. Man åkte ur i slutomgång 1 mot IFK Västerås.